# داگنی (خواننده)
داگنی نورول ساندویک (به نروژی: Dagny Norvoll Sandvik) (زادهٔ ۲۳ ژوئیه ۱۹۹۰ میلادی) یک خوانندهٔ زن اهل کشور نروژ است که با نخستین تک‌آهنگ خود با نام "Backbeat" به موفقیت رسید.

## زندگی‌نامه
داگنی دختر خواننده نروژی مارتین ساندویک و آهنگساز جز آیستین نورول است. او پس از ترانه‌سرایی در مدرسه شروع به اجرای محلی در ترومسو کرد. پس از مهاجرت به بریتانیا در سال ۲۰۱۲ با دوست پسرش در یک باشگاه کوچک اجرا کرد، اما پس از اینکه احساس کرد "با این چیزها واقعاً به جایی نمی‌رسند" در سال ۲۰۱۵ برای گرفتن مدرک در طراحی رسانه دیجیتال در دانشگاه ثبت نام کرد. در تابستان سال بعد آهنگ "Backbeat" را ضبط کرد و این آهنگ توجه زین لو را در ایستگاه رادیویی Apple Music 1 به خود جلب کرد این آهنگ با حضور در لیست آّهنگهای جدید اسپاتیفای طی چند روز توسط مخاطبان ۳۰۰٬۰۰۰ بار شنیده شد. نسخهٔ آکوستیک آهنگ هیت “Somebody” درفصل سیزدهم مجموعهٔ تلویزیونی گریز آناتومی و در قسمت True Colors (Grey's Anatomy) استفاده شد. او موفقیت بزرگی را با امضای قرارداد با ریپابلیک رکوردز در اسپاتیفای به دست آورد. راب استیونسون در مورد او گفت: "Backbeat بلافاصله توجه ما را برانگیخت و پس از یک نمایشگاه در نیویورک، کل شرکت ما عاشق او شد. ما مشتاقانه منتظر انتقال بیشتر دیدگاه او به جهان هستیم."نام دگنی به عنوان آهنگساز برای آهنگ هیچوقت تموم نشده از کیتی پری آورده شده‌است. این ترانه برای آهنگ خوانده شده توسط خود داگنی با نام "Love You Like That" نیز استفاده شد. پس از چندین تک آهنگ داگنی نورول. قراداد او با شرکت اسپاتیفای ریپابلیک به پایان رسید و نخستین آلبوم او با نام Strangers / Lovers در اکتبر سال ۲۰۲۰ تحت نام خود با عنوان Little Daggers  منتشر شد. داگنی در فصل دوم سریال «خانه برای کریسمس» نتفلیکس در نقش لیزا بازی کرد. نسخه آکوستیک آهنگ هیت “Somebody” و “Bye Bye Baby” از آلبوم Strangers / Lovers نیز در این مجموعه مورد استفاده قرار گرفت.